# Futur Sistema Aeri de Combat
El Futur Sistema Aeri de Combat (anglès: Future Combat Air System; francès: Système de combat aérien du futur; castellà: Futuro Sistema Aéreo de Combate) és un avió de combat europeu en fase de desenvolupament. Alemanya, Espanya i França són els tres socis actuals del projecte, amb una inversió inicial de 330 milions d'euros repartida per igual. L'adhesió d'un quart soci, Bèlgica, està prevista per al juny del 2025. A llarg termini, es calcula que el pressupost total del projecte superarà els 100.000 milions d'euros, cosa que en faria el projecte militar europeu de major envergadura.